# 10005 Чернега
10005 Черне́га (10005 Chernega) — астероїд головного поясу, відкритий 24 вересня 1976 року.
Тіссеранів параметр щодо Юпітера — 3,537.